# Stefan Hajek
Stefan Hajek (* 19. März 1969) ist ein Journalist, Autor, Moderator und Blogger.

## Biographie
Hajek studierte von 1992 bis 1996 an der Technischen Hochschule Köln und an der University of Northumbria in Newcastle, England, International Business and Finance. 1997 erstellte er als Diplomarbeit zusammen mit Studierenden des Ingenieurswesens und des Industrial Design ein frühes Internet-basiertes Sprachlernprogramm für Business English. Nach dem Studium arbeitete Hajek zunächst drei Jahre lang für die New Yorker IT- und Strategieberatung Gartner als Researcher und Junior Analyst. 2000 holte ihn der damalige Chefredakteur Stefan Baron zur Wirtschaftswoche, für die Hajek seither hauptberuflich über Energiewirtschaft und -technologien sowie über Mobilität schreibt.

## Arbeit
Seit einigen Jahren widmet sich Hajek intensiv der Energiewende und der Elektromobilität. Er untersuchte und beschrieb als einer der ersten Fachjournalisten die inzwischen breit diskutierte Umweltbilanz von Elektroautos. Hajek gehört heute zu den bekanntesten und profiliertesten deutschsprachigen Journalisten im Bereich der Energiewirtschaft und Energietechnologie. Er ist häufig Gast in Podiumsdiskussionen und Streitgesprächen zur Energie- oder Verkehrswende.
Im Rahmen seiner Arbeit widerlegte Hajek mehrfach tendenziöse Studien, etwa zur CO2-Bilanz von Elektroautos oder Wärmepumpe.

### Hajeks High Voltage
Seit 2019 verfasst Hajek die einschlägige Kolumne "High Voltage", die in der Onlineausgabe der Wirtschaftswoche erscheint. Darin analysiert er in ausführlichen, oft bis zu zehn Seiten langen Artikeln die wichtigsten Aspekte der Elektromobilität, etwa den nötigen Ausbau der Stromnetze, der technischen Entwicklung von Batterien, die problematische Förderung von Rohstoffen wie Kobalt und Lithium oder die Chancen eines Batterierecyclings. Hajek verlässt in seiner Kolumne meist die Grenzen klassischer journalistischer Formate, verwendet konsequent Fußnoten und verlinkt zu seinen Primär-Quellen; stilistisch sind seine Kolumnen Hybride aus journalistischem und wissenschaftlichem Text.

## Auszeichnungen
- 2009 State Street Preis für Finanzjournalismus[2]
- 2013 Journalist des Jahres Dt. Derivate Verband[3]
- 2019 2. Platz beim Deutschen Journalistenpreis (djp) in der Kategorie Mobilität[4]
- 2020 Journalistenpreis des Renewable Energy Cluster Hamburg[5]

## Veröffentlichungen
Multimedia und Sprachenlernen. In: Multimedia und Interface – Studien zum Lernen mit Computern, Bd. 3., ISBN 3-89796-004-4

### Artikel (Auswahl)
- Dieser Stresstest zeigt, wie umweltfreundlich die Stromer sind in: Wirtschaftswoche 03/2017
- Warum Wärmepumpen im Ausland nur halb so teuer wie in Deutschland sind in: Wirtschaftswoche 01/2024
- Hält das Stromnetz dem E-Auto-Boom stand? in: Wirtschaftswoche 08/2017
- Bremsen Rohstoff-Engpässe das Elektroauto aus? in: Wirtschaftswoche 11/2017
- So gefährlich ist die Lithium-Abhängigkeit fürs E-Auto in: Wirtschaftswoche 02/2019
- Brennen E-Autos wirklich öfter als Diesel und Benziner? in: Wirtschaftswoche 06/2019
- Klimafreundliche Lkw – ein fast unlösbares Rätsel in: Wirtschaftswoche 07/2019
- Nachgerechnet: Wann Elektroautos sauberer sind als Verbrenner in: Hajeks High Voltage #1 11/2019
- Wie lange hält der Akku im Elektroauto? in: Hajeks High Voltage #2 11/2019
- Ist die Brennstoffzelle das bessere Elektroauto? in: Hajeks High Voltage #6 03/2019
- Sterben im Kongo Menschen für E-Autos? in Hajeks High Voltage #7 03/2020
- Batterierecycling: Herrscher über die Schwarzmasse in: Wirtschaftswoche 05/2020
- Tanken Elektroautos dreckigen Kohlestrom? in: Hajeks High Voltage #10 06/2020